# 패닉 (음악 그룹)
패닉(영어: Panic)은 이적과 김진표가 결성한 대한민국의 남성 2인조 음악 그룹이다. 특유의 철학적인 가사와 함께 락처럼 공격적이면서도 시인처럼 몽환적이기도 한 분위기가 특징이며 1995년《아무도》로 데뷔한 후 《달팽이》《왼손잡이〉로 널리 알려지기 시작했다.

## 활동 내용

### 데뷔 전
패닉의 구성 멤버인 이적과 김진표는 오래전부터 알고 지내 온 사이였고 패닉이 만들어지기 전 이적은 에이틴이라는 그룹을 결성해 오디션을 보았으나 떨어지고 밴드에서 나온 뒤, 솔로 앨범을 준비했었는데, 당시 데모 테이프를 가지고 들국화의 최성원을 찾아간 후 발탁돼 음반을 준비하고 있었다. 하지만, 당시 이적은 솔로로 하기에는 자기 자신도 상당히 부담스러워서 솔로와는 다른 일종의 팀을 만들었으면 하는 생각을 했고, 그 당시 떠오른 사람이 오래전부터 알고 지낸 김진표였다고 했다. 그 전에도 이적과 김진표는 함께 공연을 한 경험이 있어 1995년 11월에 2인조로 '패닉'이란 이름의 그룹을 통해 1집인 《패닉》으로 데뷔를 하였다.

### 1집
패닉의 당시 모델은 여러 가지의 장르의 노래를 부른 삐삐밴드와 비슷한 방향으로 나아가는 것이였기 때문에, 여러 장르의 음악이 앨범에 수록되었다. 패닉은 삐죽삐죽 머리와 선글라스를 낀 파격적인 컨셉과 함께 앨범 수록곡 중 그나마 대중적이고 신나는 락음악인 〈아무도〉가 타이틀곡을 들고 데뷔했으나, 노래 흥행에 실패하였고, 당시에 라디오에서 청취자들의 요청으로 한 두번씩 나오기 시작한 〈달팽이〉란 노래가 갑자기 큰 히트를 치게 되었다. 당시 이적은 〈달팽이〉라는 노래가 흥행하지 않을 것이라고 생각하여 솔로곡으로 노래를 만들었으나, 엄청난 히트를 치게 되자 색소폰 전공자였던 김진표가 색소폰을 부르는 버전으로 바꾸게 되었고, 타이틀곡도 아무도에서 달팽이로 바꾸게 되었다. 하지만, 패닉이 가고자 하는 방향이 아닌 발라드 가수라는 이미지가 굳어지자 사회에서 대우받지 못하는 소수들을 대변하는 노래인 〈왼손잡이〉를 후속곡으로 세웠으나, 달팽이 외에 〈기다리다〉라는 노래도 히트를 치게 되자 그들의 색깔을 나타내려고 한 후속곡인 〈왼손잡이〉는 기존의 발라드 가수라는 이미지를 지우지 못했고, 결국 그들은 2집에서 자신들의 색깔을 확연히 드러내게 되었다. 하지만, 1집 앨범에서도 자신들의 색깔을 드러낸 노래들이 많이 수록되어 있었는데, 〈다시 처음부터 다시〉, 〈더...〉라는 노래들은 2집에서 주로 다루는 사회와 권위주의에 대한 비판을 나타내고 있다.

### 2집
패닉의 2집 앨범은 1집이 달팽이라는 서정적인 곡으로 큰 사랑을 받았던 것을 뒤로한 채, 더욱 더 파격적이고 노골적인 사회 비판을 담은 앨범이었다. 수록곡 중 밑은 패닉의 색깔이 가장 잘 드러난 앨범으로, 난해한 곡들과 강한 표현의 가사들로 인해 대부분의 곡들이 방송으로부터 방송금지곡 처분을 받았으며, 패닉의 2집이 나온 해가 사전심의가 폐지되었던 해였는데, 당시 사회적으로 큰 반향을 일으킨 〈벌레〉나 〈Mama〉 등의 노래로 인해 당시 신문에 〈표현의 자유, 패닉 같아도 좋은가〉 등의 기사가 연예면이 아닌 사회면에 종종 실리기도 하였다. 패닉 2집은 겉표지와 인트로노래인 〈냄새〉부터 음산한 분위기를 조성한다. 특히, 〈냄새〉는 불쾌한 소리와 리듬 등이 반복되어 공포감을 조성하고, 그나마 대중적인 타이틀곡 〈UFO〉는 사회비판적인 노래 중 하나이다. 패닉 2집에서 유일하게 편안한 노래이고 대중적인 노래인 〈강〉은 서정적인 멜로디로 이루어져 있기 때문에 파격적인 패닉 2집에서 가장 거리감 있는 노래이지만 앨범의 전반부와 후반부 사이에 위치해 앨범을 듣는 사람들에게 잠시나마 휴식을 취해줄 수 있는 곡이다. 그러나, 강을 제외한 모든 트랙의 노래는 절대로 패닉의 2집이 다른 대중 음반처럼 속 편히 쉬어갈 수 없는 음반이라는 것을 알려준다. 예를 들어, 위에 이미 언급된 노래들을 제외한 패닉 2집의 다른 노래들은, 동화같은 이야기지만 마치 잔혹동화같은 이야기를 노래하고 있는 〈그 어릿광대의 세 아들들에 대하여〉가 있고, 불온하고 펑키한 리듬과 멜로디가 불규칙하게 교차되면서 언론이나 기회주의자들을 비판하는 노래인 〈혀〉, 삐삐 밴드와 함께 만든 노래인 〈불면증〉은 12분에 달하는 긴 시간 동안, 곡 초반 섬뜩한 멜로디와 함께 난해한 가사들로 이루어져 있다. 또, 당시 커다란 문제를 일으킨 노래들인 〈벌레〉, 〈Mama〉는 김진표가 만든 노래이며 특히 〈벌레〉는 학생을 전혀 생각하지 않고 자신들의 잇속만 챙기려는 교사들에 대한 비판을 담고 있는데, 김진표는 이전부터 잡지에서의 인터뷰에서 2집 계획에 교육문제를 노래하는 힙합곡을 만들고 싶다고 밝힌 바가 있다. 〈Mama〉는 아이의 의사 없이 자신들의 꿈만을 강요하는 부모들에 대한 비판을 담고 있는 노래이다. 결국 이러한 노래들로 인한 교총과 학부모 모임 등의 강력 반발 등으로 인해서 패닉 2집은 판매 금지 등의 위협을 받게 되었고, 결국에는 성적 행위를 연상시키는 〈혀〉의 일부 가사가 삭제되고, 당시 가장 큰 반발을 샀던 노래들인 〈벌레〉, 〈Mama〉는 가사가 모두 삭제되고 멜로디만 흘러나오는 삭제판이 나오게 되었다. 패닉 2집은 발매 이후 1집과는 다른 대중, 언론들의 혹평을 받았지만 각종 실험적이고 한국 대중음악에서는 찾아보기 힘든 표현, 정서, 노랫 가사들은 음악매니아와 음악평론가들에게 신선한 충격을 가져다 주었다. 특히 〈그 어릿광대의 세 아들들에 대하여〉는 이적이 ‘어디서도 들어보기 힘든 생생한 사운드를 만들어 보자’라는 생각 아래 난장 스튜디오에서 녹음되었는데 음악을 지휘하는 김동률과 전통타악연주가인 민영치 등을 비롯한 수 많은 세션들이 참여하여 만들어진 곡으로, 패닉 2집 특유의 특징이 가장 극대화된 곡으로 평가받고 있다. 패닉은 2집을 발표하면서 기존의 팬들과 대중들에게는 외면받았으나 그들의 도전 정신이 그대로 녹아 있는 2집은 당시 한국 음악에 커다란 쇼크를 가져다주면서 패닉 2집을 발표한 1996년 12월에 대한민국 영상음악 대상을 수상하게 된다.

### 3집
패닉이 3집 앨범 《Sea Within》을 내기 전 이적과 김진표는 공백 기간 동안 각자 다른 활동을 하였는데, 이적은 김동률과 함께 카니발을 결성하여 《Carnival》을 발표하였고, 김진표는 독집 앨범인 《열외》를 발표하였다. 각자의 개별 활동 후 발매된 3집에서는 또 그동안 1, 2집에서 보여준 사회를 향한 공격적이면서도 파격적인 음악들과는 달리 인간의 내면적 갈등과 감정들에 초점을 맞춘 노래들을 발표하였다. 하지만 3집에서도 그들 특유의 비판적인 노래들인 〈단도직입〉, 〈오기〉  등의 노래가 실려 있다. 앨범의 첫 곡이라 할 수 있는 〈숨은 그림찾기〉에는 매일 반복되는 인간 관계 속에서 가면을 쓰듯 살아가야 하는 애환이 담겨있고, 많은 패닉 팬들에게 사랑 받고 있는 〈태엽장치 돌고래〉는 유년 시절에 대한 그리움과 현실에 대한 안타까움, 좌절감을 나타나 있다. 〈뿔〉은 일상 생활에서의 일탈에 대해 노래했는데, 김진표가 인터뷰에서 자신의 머리 뒤에 뿔이 있다고 밝힌 적이 있는데, 이것을 모티브로 한 노래이다. 이 앨범의 타이틀 곡인 〈내 낡은 서랍 속의 바다〉는 세상에 지친 자신의 내면 세계를 표현한 내용으로 삶의 지난 시간들에 대한 연민과 깊은 회환을 시적인 비유로 담아낸 명곡이다. 지금은 여성 보컬 그룹 《빅마마》의 리더이기도 한 〈신연아〉가 코러스로 참여했으며 1집의 히트곡인 〈달팽이〉를 이은 듯한 노래 같은 느낌을 준다. 패닉 4집을 제외한 기존의 패닉 1, 2집보다 이적과 김진표의 비중이 비슷해졌으나 둘은 각자 활동하기 위하여 3집을 끝으로 7년여동안 패닉이 아닌 솔로로 활동하거나 다른 그룹을 구성하여 활동하였다.

### Best of Panic
패닉이 활동을 중단하고 각자의 길을 걷게 된 후에 이적이 공익근무요원으로 근무할 때 소속사에서 그동안 패닉이 발표해온 3개의 앨범중에 인기가 있었던 곡 16곡을 간추려서 발표한 앨범으로, 이적과 김진표는 자신들과 상의없이 발매된 이 앨범에 대해서 유감을 표한 바가 있다.

### 4집
패닉의 4집 앨범인 《PANIC 04》는 패닉 3집인 《Sea Within》을 끝으로 각자의 길을 걷게 된 이적과 김진표가 7년만에 재결합하여 2005년 출반한 앨범이다. 이미 2004년부터 이적이 인터뷰를 통해 결합한다는 의사를 밝혔고, 패닉이 앨범을 낸 2005년 상반기에 공식적으로 패닉이 다시 재결합한다는 공식적인 발표를 함으로써 기존의 패닉 팬들의 폭발적인 관심을 얻게 되었다. 그 후, 2005년 12월에, 패닉이 4집 앨범을 출반하자 7년동안의 공백기가 무색할 정도로 복귀했을때의 인기는 가요계의 불황에도 불구하고 4집 앨범 발매 4일 만에 3만장이 넘게 팔리면서, 이윽고 각종 음반 차트에서 1위를 기록하게 되는데, 1위를 계속 유지하면서 7만장이 넘게 팔리게 된다. 또한, 타이틀곡인 〈로시난테〉와 후속곡인 〈정류장〉 등이 팬들로부터 많은 사랑을 받게 되자 앨범을 낸 2005년의 이듬해 3월 말에서 4월까지 ‘Let’s PANIC’이라는 공연명으로 전국 투어를 도는 등 과거 패닉 활동 하던때 못지 않은 폭발적인 인기를 끌었다. 패닉 4집은 그동안 패닉 1,2,3집에서 보여준 사회비판적인 느낌의 곡과 앨범과는 달리 사회비판보다는 일상을 더 중시하여 앨범을 만들었고, 또, 기존의 앨범들보다 더 서정적이고 부드러운 음악들을 선보였다. 하지만, 기존의 패닉 앨범들처럼 발라드, 록, 힙합, 포크를 넘나드는 장르를 보여주고, 포괄적이게 패닉 특유의 색깔을 보여주었다. 그 사례로 패닉 4집의 타이틀곡을 원래는 〈눈 녹듯〉으로 하려 했으나, 패닉의 개성을 살리기 위해서 타이틀 곡을 〈로시난테〉로 했다고 이적이 인터뷰에서 밝힌 바가 있다. 또한, 그동안 패닉에서의 김진표의 비중이 적었던 것을 감안하여 4집에서 〈나선계단〉, 〈종이나비〉같은 곡들은 김진표의 랩으로 노래가 진행되도록 했고, 그동안의 대중가요와는 다른 실험적인 요소들을 노래에 섞거나 응용하였다. 패닉 4집의 타이틀곡인 〈로시난테〉는 돈키호테의 애마 이름인 로시난테를 따서 만들어진 곡이며, 절망 끝에 자신의 힘으로 길어올리는 희망을 노래하고 있는 곡이며, 색다른 방식의 복고풍 뮤직비디오로도 화제를 끌은 바가 있었다. 〈정류장〉은 어머니, 혹은 연인인 중의적 표현인 ‘그대’라는 사람이 고단하게 일상을 살아가고 있는 우리에게 힘이 되어준다는 이야기를 노래했다. 영화의 한 장면같은 가사와 일상 생활에서 충분히 겪을 수 있는 일을 소재로 들고 와 대중들의 공감을 이끌어 타이틀곡인 〈로시난테〉 못지 않은 인기를 끌었다. 그 외에, 눈 오는 날 실연의 슬픔을 노래한 음악인 〈눈 녹듯〉도 대중들의 공감을 끌어 사랑을 많이 받은 곡이며, 영화 국경의 남쪽의 OST로도 쓰이기도 하였다. 이러한 노래들로 인기를 끌던 패닉은 3월달에 전국 투어를 예정하고 있었으나, 2006년 1월 26일 멤버 김진표의 갑작스런 파혼 소식으로 패닉의 모든 방송활동은 중단되었고, 패닉의 전국투어까지 패닉의 소속사와 공연기획사가 향후 대책을 논의하는 등 불투명한 상황이었다. 그러나, 김진표의 공연 의지와 전국 투어는 예전부터 잡혀 있었던 일정이었기 때문에 공연을 진행시킨다는 소속사의 방침으로 인해 전국 투어가 진행되었고, 2006년 4월, 전국투어도 끝남으로써 패닉의 4집 활동은 끝맺음 하게 되었다.

## 재조명
패닉은 4집을 내고 폭발적인 인기를 얻으며 활동하던 중 2006년 1월 26일, 김진표의 이혼 소송으로 인해 같은 해 4월 전국투어를 끝으로 활동이 중단되었으나, 4년여 뒤인 2010년에 허각이 슈퍼스타K2에서 이적의 〈하늘을 달리다〉를 부른 이후로 과거에 이적과 김진표, 그리고 패닉이 불렀던 히트곡들이 재조명을 받기 시작했다. 또, 2011년에 드림하이에서 아이유가 패닉 1집에 수록되었던 노래인 〈기다리다〉를 열창, 기존의 원곡인 패닉의 〈기다리다〉도 재조명을 받았고, 같은 해 6월달에는 불후의 명곡2에서 샤이니의 종현이 〈왼손잡이〉를 부르고, 같은 달 나는 가수다에서는 박정현이 〈내 낡은 서랍 속의 바다〉, 8월달에는 나는 가수다에서 자우림이 〈왼손잡이〉를 리메이크함으로써 기존의 패닉 노래들이 재조명받기 시작했다. 또한, 패닉의 멤버인 이적이 무한도전에 출연해 서해안고속도로 가요제에 참여하게 되면서부터 적극적인 방송활동을 시작했으며, 하이킥! - 짧은 다리의 역습에 조연 겸 극중 나레이션으로 출연하는 등 팬층을 넓혀가며 기존의 이적과 패닉의 노래들을 재조명시키는 데 크나큰 활약을 하였다. 이 외에도, 슈퍼스타K3에서 버스커버스커가 〈정류장〉을 부르고, 투개월이 〈달팽이〉를 부르는 등, 슈퍼스타K3에서 패닉의 노래를 부른 가수들의 노래가 인기를 얻으면서 함께, 과거 패닉의 히트곡들이 재조명 됨으로써 패닉의 노래들이 재인기를 이끄는 데 일조했다.

## 앨범

### 정규 앨범
- 1집 《패닉》 (1995년)
- 2집 《밑》 (1996년)
- 3집 《Sea Within》 (1998년)
- 4집 《PANIC 04》 (2005년 12월 7일)

### 베스트 앨범
- 《Best of Panic》 (2000년 12월 20일)

## 수상 내역
| 연도   | 수상 내역                                |
| ------ | ---------------------------------------- |
| 1996년 | - 대한민국영상음반대상 본상 - 〈달팽이〉 |

### 가요 프로그램 1위
| 연도            | 수상 내역 (총 9회) |
| --------------- | --- |
| 1996년 (총 9회) | - 달팽이 (총 9회) - 4월 17일 KBS 《가요톱텐》 1위 - 4월 20일 MBC 《인기가요베스트50》 1위 - 4월 24일 KBS 《가요톱텐》 1위 - 4월 27일 MBC 《인기가요베스트50》 1위 - 4월 28일 SBS 《TV가요20》 1위 - 5월 1일 KBS 《가요톱텐》 1위 (3주 연속) - 5월 4일 MBC 《인기가요베스트50》 1위 (3주 연속) (BEST OF BEST) - 5월 5일 SBS 《TV가요20》 1위 - 5월 12일 SBS 《TV가요20》 1위 (3주 연속) |